# Dschijdesch Idirissowa
Dschijdesch Idirissowa (kirgisisch Жийдеш Идирисова; * 19. Januar 1985 in Naryn) ist eine kirgisische Popsängerin und Songwriterin. Durch ihren Sieg beim Turkvision Song Contest 2015 (oder auch Türkvizyon Song Contest) wurde sie international bekannt.

## Turkvision Song Contest 2015
Mit neun Punkten Vorsprung setzte sich Dschijdesch Idirissowa gegen die kasachische Band Orda durch und erreichte den ersten Platz mit ihrem Song Kim Bilet.

## Singles
- 2014: Sen (Сен)
- 2015: Eki jurok (Эки журок)
- 2015: Kim bilet (Ким билет)
- 2015: Omur (Омур)
- 2016: Janym (Жаным)
- 2016: Eki kanat (Эки канат) mit Ajyma Ajyltsjijeva